# John Connolly (musiker)
Morgan Rose, född 21 oktober 1968 i Atlanta, Georgia, är en amerikansk gitarrist, sedan 2003 medlem i metalbandet Sevendust. Mellan 1988 och 1992 spelade han i gruppen Pice Dogs.